# Jens Henrik Thulesen Dahl
Jens Henrik Winther Thulesen Dahl (nascido a 20 de julho de 1961, em Brædstrup) é um político dinamarquês, membro do Folketing pelo Partido Popular Dinamarquês. Ele foi eleito para o parlamento nas eleições legislativas dinamarquesas de 2011.
Jens Henrik Thulesen Dahl é irmão do parlamentar Kristian Thulesen Dahl.

## Carreira política
Thulesen Dahl concorreu pela primeira vez ao parlamento nas eleições legislativas de 2011, tendo sido eleito com 5.594 votos. Mais tarde foi reeleito com 9.923 votos na eleição de 2015 e novamente na eleição de 2019 com 2.913 votos.